# هوارد هاريس (مصارع رياضي)
هوارد هاريس (بالإنجليزية: Howard Harris)‏ هو مصارع رياضي أمريكي، ولد في 9 فبراير 1958 في سايلم في الولايات المتحدة.

## روابط خارجية
- هوارد هاريس على موقع قاعدة بيانات المصارعة الدولية (الإنجليزية)